# Distrito de Pucacaca
El distrito de Pucacaca (del quechua: puka, 'rojo' y qaqa, peña; 'peña roja') es uno de los diez que conforman la provincia de Picota, ubicada en el departamento de San Martín en el Norte del Perú.

## Historia
El distrito fue creado mediante Ley N° 8268 del 8 de mayo de 1936, en el gobierno del Presidente Oscar R. Benavides.

## Geografía
La capital es el poblado de Pucacaca que se encuentra situada a 217 m s. n. m. a orillas del caudaloso río Huallaga.

## Autoridades

### Municipales
- 2019 - 2022[2]
  - Alcalde: Eddy Gálvez García, de Alianza para el Progreso.
  - Regidores:

  1. César Salas García (Alianza para el Progreso)
  2. Dick Charles Paredes Chistama (Alianza para el Progreso)
  3. Ilaria Putpaña Mori (Alianza para el Progreso)
  4. Mirian Lurdes Sinti Torrejón (Alianza para el Progreso)
  5. Hildebrando Rengifo Vásquez (Vamos Perú)

Alcaldes anteriores
- 2015-2018:[3] Marco Antonio Rengifo Pinchi, del Movimiento  Fuerza Popular (FP).
- 2011-2014:[4] Anderson Ushiñahua Tuanama, del Movimiento  Nueva Amazonía (MNA).
- 2007-2010: Jorge García Ramírez, Movimiento Regional "Ideas".
- 2003-2006: Jorge García Ramírez, Movimiento "Picota en Acción".
- 1998-2002: Antonio Emiliano Vereau Méndez, Movimiento " APRA (Alianza Popular Revolucionaria Americana)

## Festividades
- Fiesta de San Juan
- Patrona de San Pedro  Aniversario del distrito